# Чичестер, Эдвард, 6-й маркиз Донегол
Эдвард Артур Дональд Сент-Джордж Гамильтон Чичестер, 6-й маркиз Донегол (англ. Edward Arthur Donald St George Hamilton Chichester, 6th Marquess of Donegall; 7 октября 1903 — 24 мая 1975) — британский пэр и журналист. Он унаследовал титул после смерти своего отца в 1904 году. Среди других его титулов были граф Донегол, граф Белфаст, виконт Чичестер и барон Фишервик, последний из которых дал ему место в Палате лордов. Он также был наследственным лордом-верховным адмиралом Лох-Ней.

## Биография
Родился 7 октября 1903 года. Единственный сын пожилого Джорджа Чичестера, 5-го маркиза Донегола (1822—1904), и его второй жены Вайолет Гертруда Твининг (? — 1952), дочери Генри Сент-Джорджа Твининга. Чичестер получил образование в Новой французской школе, Итонском колледже и колледже Крайст-Черч в Оксфорде, а затем сделал карьеру в журналистике. В течение многих лет он вел колонку в Sunday Dispatch под заголовком «Почти конфиденциально». Он регулярно публиковал Sunday News и Sunday Graphic, а также занимал штатную должность в Daily Sketch. В качестве журналиста он много путешествовал, в частности освещая зимние виды спорта в Санкт-Морице, Швейцария. Он был пассажиром первого рейса «Куин Мэри», возвращаясь на «Гинденбурге». В 1924 году, благодаря своему баронству Фишервик в Пэрстве Великобритании, он смог занять место в Палате лордов по достижении двадцати одного года.
Маркиз Донегол всю жизнь интересовался авиацией и владел собственным самолётом, который использовал для освещения новостей. Он освещал Гражданскую войну в Испании и был выдающимся военным корреспондентом на протяжении всей Второй мировой войны. Его интерес распространялся на автомобили, и он был президентом автомобильного клуба графства Мидлсекс с 1964 года до своей смерти в 1975 году. В 1949 году он стал диск-жокеем на Би-би-си, а в 1956 году руководил группой «Диксиленд» и джаз-клубом в Кенсингтоне. Он также был владельцем звукозаписывающей компании.
Он был давним членом Лондонского общества Шерлока Холмса и в течение многих лет редактировал его журнал «Журнал Шерлока Холмса». В этом контексте и других он сказал друзьям и знакомым не церемониться («Милорд»), но и не называть его по имени: «Зовите меня Дон!»
24 апреля 1943 года он женился первым браком на Глэдис Джин Комб (род. 1900), младшей дочери капитана Кристиана Комба (1858—1940) и леди Джейн Сеймур Конингэм (1860—1941). Он расстался со своей женой через 10 лет и в 1962 году переехал в Швейцарию. В 1968 году маркизу был предоставлен развод в соответствии со швейцарским законодательством, и 17 августа того же 1968 года он женился вторым браком на миссис Морин Маккензи (? — 30 октября 1999), дочери майора Джеффри Шолфилда из Биркдейла, Ланкашир. Первым мужем Морин был Дуглас Маккензи. Оба брака маркиза Донегола оказались бездетными.
В момент своей смерти маркиз Донегол работал над своей автобиографией, которую он планировал назвать Почти конфиденциально, после газетной колонки, которую он вел. Она не была готова к публикации до его смерти.
Он умер в Швейцарии 24 мая 1975 года в возрасте 71 года. Его вторая жена и вдова умерла в 1999 году.